# Dendrochilum wenzelii
Dendrochilum wenzelii là một loài thực vật có hoa trong họ Lan. Loài này được Ames mô tả khoa học đầu tiên năm 1915.

## Hình ảnh

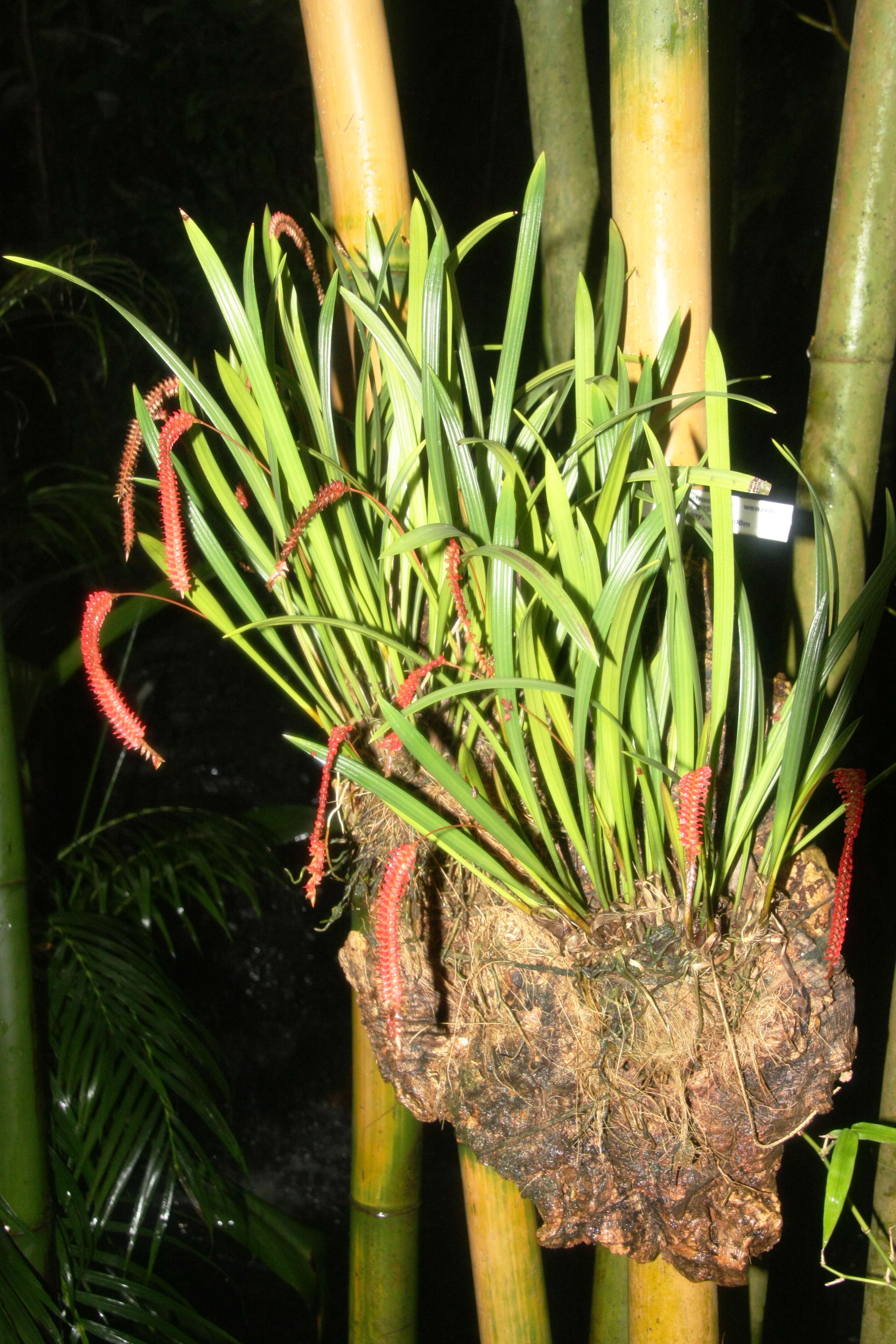
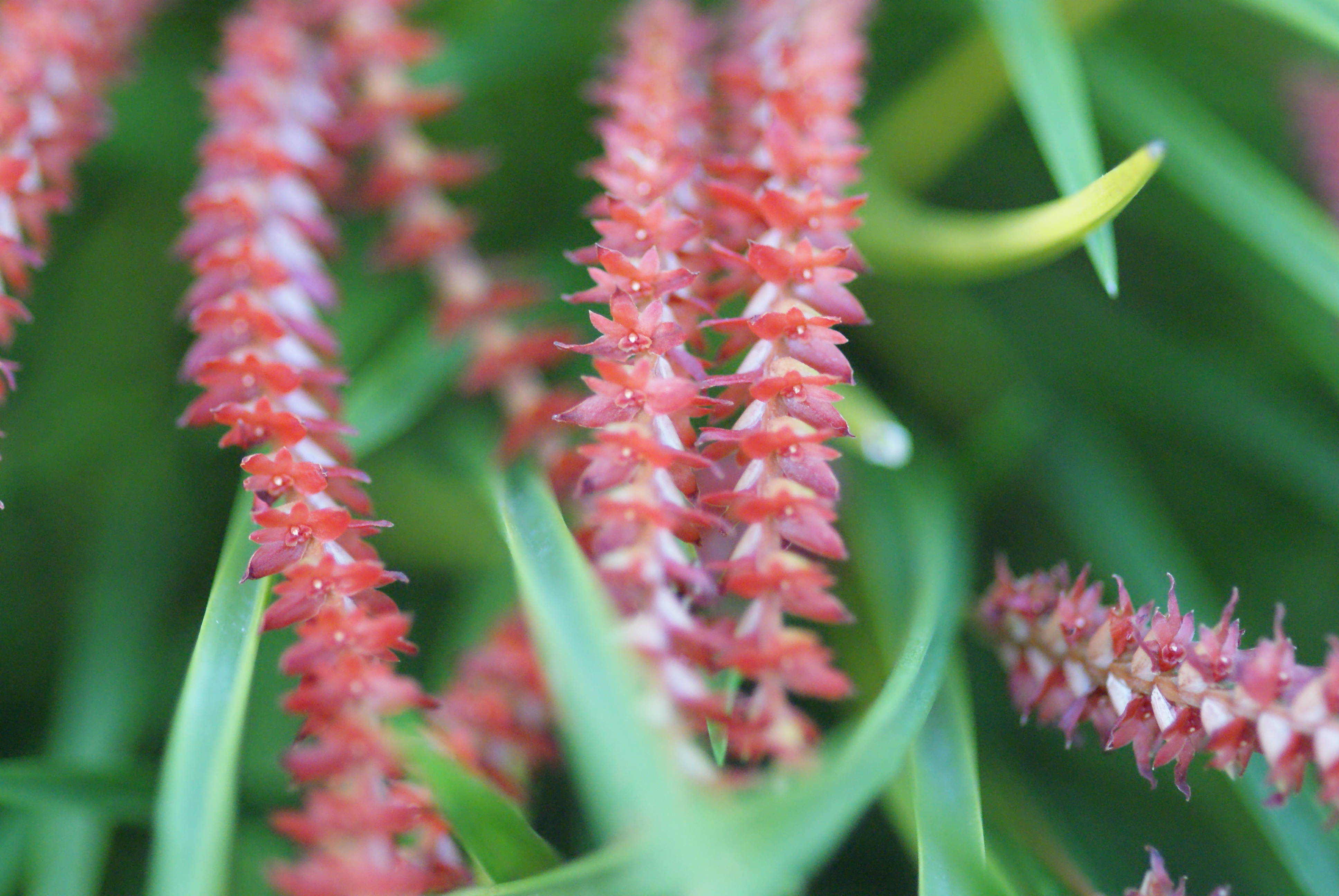
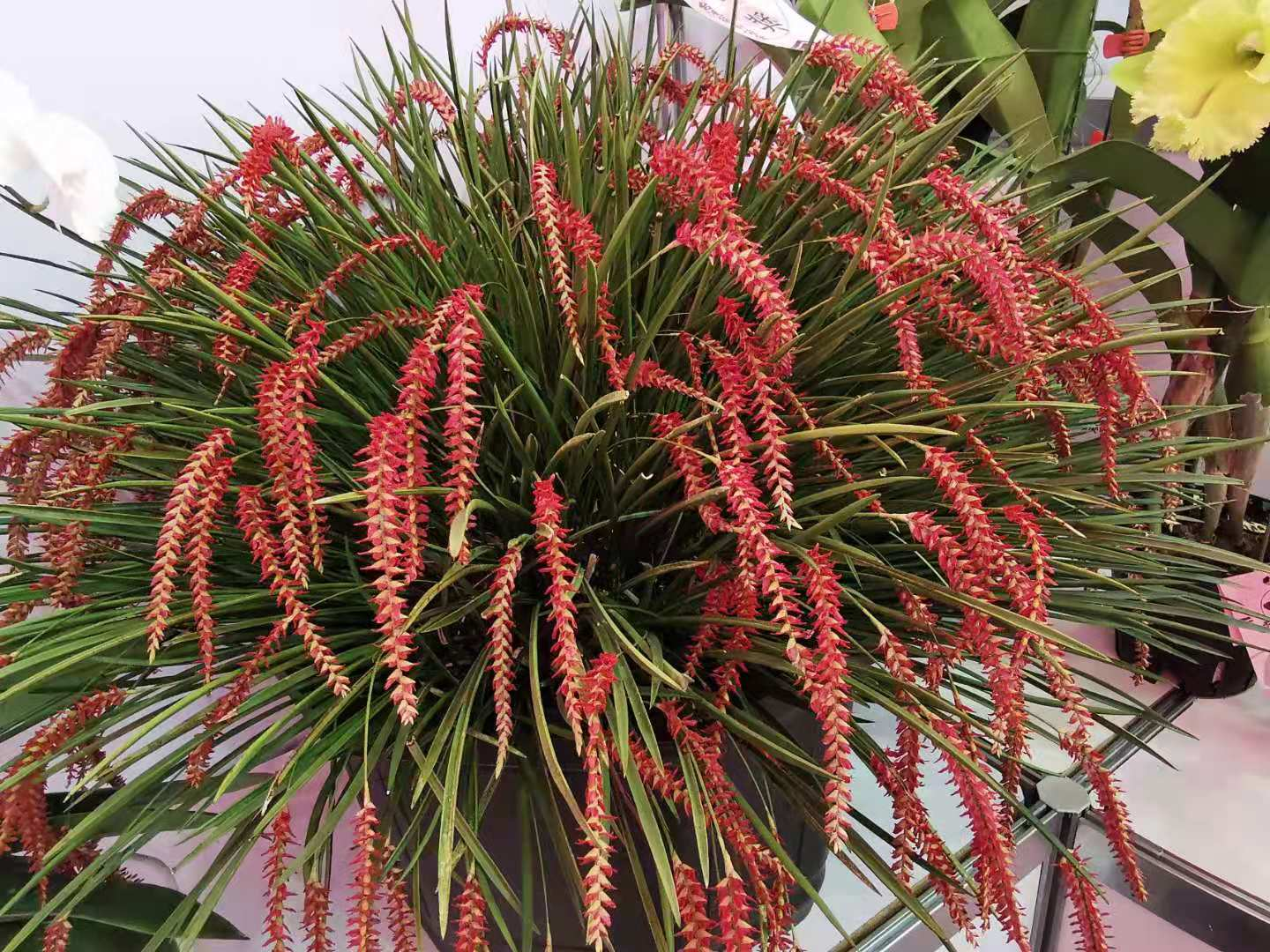